# Марія Елосегі
Марія Елосегі (ісп. María Elósegui, нар. 07 грудня 1957 в Сан-Себастьяні) — іспанська юристка і філософ, професорка філософії права на факультеті права Університеті Сарагоси та суддя Європейського суду з прав людини.

## Біографія
Марія Елосегі здобула ступінь доктора в Наварському університеті в 1987 році та продовжила навчання в магістратурі Університету Глазго за спеціальністю філософія, яку закінчила в 1989 році. Після цього вона вивчала право в Університеті Сент-Луї в Брюсселі, де здобула ступінь магістра в 1994 році. В 2002 році здобула ступінь доктора в Наварському університеті.
У період 1982—1988 вона викладала філософію в Більбао, а в 1988—1989 займалася дослідженнями в Університеті Глазго. Вона стала професоркою філософії права в Університеті Сарагоси в 1994 році і читала там лекції аж до 2018 року. В 2013—2017 роках вона також була членом Європейської комісії проти расизму та нетерпимості. З 15 березня 2018 року вона суддя Європейського суду з прав людини від Іспанії. Її призначили на заміну попередньому судді Луїсу Лопесу Гуеррі.

## Особисте життя
Марія Елосегі є дочкою інженера Хосе Маріа Елосегі Амундарана та сестрою кінорежисерки-документалістки Хосе Марії Елосегі Ічасо, яка в 2008 році випустила документальний фільм про «Peine del Viento», дуже відому статую у Сан-Себастьяні. Марія Елосегі також написала книгу про цю скульптуру, із допомогою її батька. Інша її сестра, доктор Люсія Елосегі, є координаторкою трансплантології в Університетському шпиталі Сан-Себастьяна.
Марія Елосегі є членом римо-католицької релігійної організації Opus Dei.